# Флавий Клавдий Антоний
Флавий Клавдий Антоний (на латински: Flavius Claudius Antonius) е политик на Римската империя през 4 век.
Антоний e magister scrinii през 370/373 г.; quaestor sacri palatii и става преториански префект на Галия (376 – 377) и на Италия (377 – 378). През 382 г. той е консул заедно с Флавий Афраний Сиагрий.
Антоний е приятел с оратора Квинт Аврелий Симах.